# Молибдат серебра
Молибдат серебра — неорганическое соединение, 
соль металла серебра и молибденовой кислоты 
с формулой Ag2MoO4, 
жёлтые кристаллы,
слабо растворяется в воде.

## Получение
Обменная реакция растворов молибдата щелочного металла и нитрата серебра:
{\displaystyle {\mathsf {Na_{2}MoO_{4}+2AgNO_{3}\ {\xrightarrow {}}\ Ag_{2}MoO_{4}\downarrow +2NaNO_{3}}}}

## Физические свойства
Молибдат серебра образует жёлтые кристаллы нескольких модификаций:
- α-Ag2MoO4, метастабильные кристаллы [1];
- β-Ag2MoO4, кубическая сингония, пространственная группа F d3m, параметры ячейки a = 0,93127 нм, Z = 8, структура типа алюмината магния [2][3].

Слабо растворяется в воде.